# جک گرینگر (بازیکن فوتبال، زاده ۱۹۱۲)
جک گرینگر (انگلیسی: Jack Grainger; ۱۷ ژوئیهٔ ۱۹۱۲ – ۱۸ ژانویهٔ ۱۹۷۶) بازیکن فوتبال اهل بریتانیا بود.
از باشگاه‌هایی که در آن بازی کرده‌است می‌توان به باشگاه فوتبال پرسکوت کابلس، باشگاه فوتبال بارنزلی، باشگاه فوتبال کلیترو، باشگاه فوتبال هاید، باشگاه فوتبال لیورپول، و باشگاه فوتبال ساوتپورت اشاره کرد.